# Пропавшие в ночи
«Пропавшие в ночи» (англ. Gone in the Night) — американский художественный фильм-триллер 2022 года, полнометражный режиссёрский дебют Илая Горовица с Вайноной Райдер в главной роли. Премьера фильма состоялась 13 марта на фестивале South by Southwest под первоначальным названием «Корова» (англ. The Cow). Фильм получил средние отзывы критиков.

## Сюжет
Кэт и Макс решают провести выходные на природе: Макс по интернету снимает домик в лесу, и к ночи пара приезжает туда на машине. Оказывается, однако, что домик уже занят: его на то же время сняла молодая пара, Эл и Грета. Макс просит их разрешить переночевать в домике, поскольку ехать обратно слишком долго, и после колебаний молодые люди соглашаются. Макс предлагает поиграть в настольную игру, однако уставшая Кэт уходит спать раньше всех. Проснувшись утром, она обнаруживает домик пустым. На улице она встречает Эла, который говорит ей, что ночью Макс стал проявлять интерес к Грете и обнимать её, после чего они уехали вместе.
Кэт шокирована, однако со временем смиряется с потерей Макса: тот был моложе неё, у него были другие интересы, и в одиночестве Кэт чувствует себя нормально. Однако ей всё же хочется понять, что Макс нашёл в Грете. Кэт разыскивает телефон владельца домика Райана Барлоу и рассказывает ему о случившемся. Тот соглашается помочь ей найти Грету. Сам Барлоу оказывается бывшим успешным специалистом в области биотехнологий, который после смерти отца переосмыслил свою жизнь и не стал продолжать работу в компании. Кэт и Райан приезжают по адресу, где живёт Грета, и Кэт удаётся кратко поговорить с девушкой: та просит прощения и даёт понять, что Макс теперь с ней; у неё на телефоне Кэт видит общее фото Греты с Максом. Между тем из флэшбека становится ясной предыстория путешествия Макса и Кэт к домику в лесу: однажды на вечеринке, обидевшись на Кэт, Макс выходит якобы за вином и в магазине знакомится с Элом и Гретой, которые приглашают его на подпольный музыкальный концерт, отправиться на который можно будет из домика в лесу. Вернувшись, Макс предлагает Кэт поехать отдохнуть на природу, ничего не говоря о своём знакомстве с Элом и Гретой.
После разговора с Гретой расстроенная Кэт беседует с Барлоу и узнаёт, что его отец умер от генетического заболевания, и теперь сам Барлоу работает над лечением от этой болезни. На следующий день Кэт, захватив в подарок комнатный цветок, навещает Барлоу в хижине. Тот удивлён, но принимает Кэт и выходит за дровами. В это время Кэт, взяв с полки книгу, видит там фото Барлоу с Элом. Кэт понимает, что Эл — его сын. Она берёт связку ключей и обследует дом, а затем находит за домом отдельный запертый контейнер. Во флешбеках показано, что на самом деле Эл и Грета специально заманили Макса в хижину, чтобы сделать его донором крови для Барлоу, поскольку сам Эл тоже был заинтересован в том, чтобы способ излечения от наследственной болезни был найден.
В контейнере Кэт находит Макса, к которому подведены трубки. Входят Барлоу, Эл и Грета. Выясняется, что Барлоу на самом деле не передалась болезнь отца, и занимался он не поиском лекарства, а поиском средства омоложения, для чего теперь и использует кровь Макса (которого Грета называет «дойной коровой» для Барлоу). Кэт кричит, что она тоже хочет омолодиться, и просит Барлоу сделать «коровой» для неё Грету. Пока Барлоу с сыном ловят Грету и укладывают её на операционный стол, Кэт пытается вывести Макса из контейнера. Однако едва соображающий Макс вынимает из шеи трубку, из раны льётся кровь и он падает. Кэт выбегает из контейнера и запирает его.
В шоке Кэт садится в машину, но затем выходит из неё и возвращается в хижину. Ей и раньше нравился этот уединённый дом и теперь она, вероятно, останется здесь жить.

## В ролях
- Вайнона Райдер — Кэт
- Джон Галлахер-мл. — Макс
- Дермот Малруни — Барлоу
- Оуэн Тиг — Эл
- Бриэнн Тджу — Грета

## Отзывы
Фильм получил средние отзывы критиков. Так, на Rotten Tomatoes у него 47% одобрения на основе 62 рецензий, со средней оценкой 5,5 из 10. На Metacritic у фильма рейтнг 52 из 100 на основе 20 отзывов.
Рецензент Film.ru Настасья Горбачевская, отмечая непредсказуемую концовку фильма, говорит о том, что в финале «нелепость и абсурдность набирают обороты, но не достигают апогея, так и оставаясь сомнительным недоразумением». Она называет фильм «в первую очередь бенефисом Вайноны», поскольку «редкие моменты, когда актриса в кадре находится наедине с собой, своими страхами и комплексами, не фальшивят и не выглядят нарочитыми»; при этом, «мастерство Райдер заслуживает куда более продуманного сценария».